# Algalia (sustancia)
La algalia es una sustancia cuyo olor es parecido al del almizcle. 
Está contenida en un saco situado entre las piernas traseras de varios cuadrúpedos pequeños: Civettictis civetta de África, y Viverra zibetha y Viverricula indica, de Asia. Se crían con esmero particularmente en la Abisinia. Esta materia sale en parte del saco en que se segrega, por los movimientos mismos del animal, particularmente cuando se le irrita y entonces se recoge cuidadosamente. Se usa en perfumería.
El mamífero llamado jineta o gineta también es conocido como gato de algalia, por producir esta sustancia.